# Wolf-Lundmark-Melotte
Wolf-Lundmark-Melotte är en oregelbunden dvärggalax i Valfisken. Den befinner sig i utkanten av lokala galaxhopen. Den upptäcktes 1909 av Max Wolf, och identifierades senare som galax av Knut Lundmark och Philibert Jacques Melotte.